# Minimum information required in the annotation of models
Minimal information required in the annotation of models (MIRIAM, information minimale requise dans l'annotation de modèles), est un standard pour l'annotation et la curation de modèles quantitatifs représentant des systèmes biologiques.

logo de MIRIAM

Le but du projet, lancé par BioModels.net, est de créer un standard ainsi que de fournir l'infrastructure informatique et les services nécessaires pour améliorer la qualité de l'annotation de modèles numériques dans le domaine de la biologie. Ceci afin de permettre la collaboration de différents groupes pour l'annotation et la curation de modèles.
MIRIAM est un projet catalogué par MIBBI (Minimum Information for Biological and Biomedical Investigations).

## Standard
Le standard MIRIAM est composé de trois parties. Chacune préconise l'inclusion d'informations détaillées dans les sections suivantes.

### Description de référence
- le modèle doit être encodé dans un format public, standard et lisible par une machine (SBML, CellML, GENESIS (en)…) ;
- le modèle doit respecter le format dans lequel il est encodé (être valide) ;
- le modèle doit être clairement lié a une unique description de référence (une publication scientifique, par exemple). Si le modèle est composé de différentes parties, il devrait y avoir une description du modèle dérivé/combiné ;
- la structure du modèle encodé doit refléter les processus biologiques listés dans la description de référence ;
- le modèle doit être instancié dans une simulation : tous les résultats quantitatifs doivent être définis, incluant les conditions initiales ;
- une fois instancié, le modèle doit reproduire tous les résultats indiqués dans la description de référence (une marge de différence est cependant acceptée, due aux différences entre algorithmes et aux erreurs d'approximation).

### Annotation générale
- le modèle doit avoir un nom ;
- une citation de la description de référence doit être jointe au modèle (citation complète, identifiant unique, URL non ambiguë) ;
- le nom du ou des auteurs du modèle, ainsi qu'un moyen de les contacter, doit être ajouté ;
- la date et l'heure de création et de dernière modification doivent être présentes. Un historique est utile mais non requis ;
- le modèle doit être lié a un énoncé précis des termes de distribution. MIRIAM n'oblige pas un usage "non commercial" ou une distribution dans le "domaine public" du modèle.

### Annotation via des ressources externes
- l'annotation doit permettre de lier, de manière non ambiguë, extra information à tout élément constitutif du modèle ;
- l'information référencée doit être décrite en utilisant le triplet suivant : {type de donnée, identifiant, qualificateur},
  - le type de données doit être écrit avec un Uniform Resource Identifier (URI),
  - l'identifiant est celui utilisé par le type de données,
  - type de données et identifiant peuvent être combinés en une seule URI : urn:miriam:obo.go:GO%3A0006915, urn:miriam:uniprot:P62158, etc.,
  - le qualificateur (optionnel) doit affiner le lien entre un élément constitutif du modèle et l'information ajoutée. « has a », « is version of » ou « is homolog to » en sont des exemples.

Afin de convertir cette annotation (en hyperliens par exemple), il est nécessaire de posséder une base de données des URIs utilisées ainsi que d'outils de traitement. MIRIAM Resources a été développée dans ce but : la ressource permet le stockage, la génération et la conversion des URIs des types de données.

## Ressources informatiques
Un ensemble de ressources ont été développées. Elles sont accessibles librement via le site Web de L'Institut Européen de la Bioinformatique. L'ensemble du code source est disponible via SourceForge.net.
Le site Web utilise un serveur Apache Tomcat afin de fournir une interface à la base de données (MySQL). Les utilisateurs peuvent effectuer des requêtes, telles que récupérer les adresses physiques (URL) correspondantes à un URI donné (que ce soit pour un type de données ou pour un élément particulier), récupérer toutes les informations concernant un type de données (nom, synonymes, liens vers la documentation, etc.) et obtenir le résultat immédiatement et de manière dynamique (usage de AJAX).
De plus, des Services Web (réalisés grâce à Apache Axis et utilisant des messages SOAP) sont disponibles. Cette Interface de programmation permet de convertir l'annotation des modèles, mais aussi de générer les URI valides qui doivent être incluses dans l'annotation des modèles (ceci repose sur la ressource à utiliser ainsi que le numéro d'accès ou identifiant de l'élément à annoter). Pour faciliter l'utilisation de ces services, une bibliothèque de fonctions, réalisée en Java, est disponible.
MIRIAM Resources est utilisé par des projets internationaux, tels que BioModels Database,, SABIO-RK, Virtual Cell, COPASI, SBMLeditor…
Bien évidemment, tout un chacun peut contribuer au développement du projet, par exemple en proposant de nouveaux types de données (un formulaire est disponible sur le site Web).
Le projet MIRIAM Resources est développé par le Computational Neurobiology Group à l'Institut européen de la bioinformatique.